# 元欣
元 欣（げん きん、生没年不詳）は、北魏・西魏の皇族。字は慶楽。北魏の節閔帝元恭の兄。西魏の八柱国のひとり。

## 経歴
北魏の広陵王元羽の子（献文帝の孫）として生まれた。粗忽な性格で、鷹や犬を好んだ。孝明帝の初年、通直散騎常侍・北中郎将に任じられた。後に冠軍将軍・荊州刺史として出向した。さらに征虜将軍・斉州刺史に転じた。元欣が二州を治めたときは、官民の協力が得られたとされる。また征東将軍・太僕卿となった。
528年5月、尚書右僕射の元羅が東道大使となると、元欣はその下で副使となった。6月、高乾を斉州で降した。9月、沛郡王に封じられた。531年3月、太傅・司州牧となり、淮陽王に改封された。532年、太師・開府を加えられた。7月、父の広陵王の位を継いだ。533年7月、大司馬・侍中となった。534年5月、左軍大都督となった。8月、孝武帝に従って関中に入った。534年1月、太傅・録尚書事となった。
西魏の宗室の中では最も上位にあり、広平王元賛以下の諸王より高い格式で礼遇された。537年5月、太宰となった。大宗師となり、大冢宰・中軍大都督に進んだ。柱国大将軍となり、八柱国のひとりに数えられた。548年5月にはまた太傅となった。後に司徒となった。554年、大丞相となった。死去すると、諡を容といった。

## 伝記資料
- 『魏書』巻21上 列伝第9上
- 『北史』巻19 列伝第7